# Плоцохово
Плоцохово (пол. Płocochowo) — село в Польщі, у гміні Пултуськ Пултуського повіту Мазовецького воєводства.
Населення — 519 осіб (2011).
У 1975-1998 роках село належало до Цехановського воєводства.

## Демографія
Демографічна структура станом на 31 березня 2011 року:
|          | Загалом | Допрацездатний вік | Працездатний вік | Постпрацездатний вік |
| -------- | ------- | ------------------ | ---------------- | -------------------- |
| Чоловіки | 267     | 67                 | 175              | 25                   |
| Жінки    | 252     | 44                 | 154              | 54                   |
| Разом    | 519     | 111                | 329              | 79                   |